# Marcelino García
Pour l’article homonyme, voir Marcelino García Toral.
García  Alonso est un nom espagnol. Le premier nom de famille, en général paternel, est García ; le second, en général maternel, souvent omis, est Alonso.
Marcelino García Alonso (né le 27 juin 1971 à Oviedo) est un coureur cycliste espagnol. Professionnel de 1994 à 2003, il a notamment remporté le Critérium international (1997) et le Tour d'Andalousie (1998).

## Palmarès
- 1996
  - 3e étape de la Bicyclette basque
  - 3e du Tour des Asturies
  - 3e de la Bicyclette basque
  - 3e du Grand Prix Guillaume Tell

- 1997
  - Critérium international :
    - Classement général
    - 2e étape (contre-la-montre)

- 1998
  - Tour d'Andalousie :
    - Classement général
    - 3e étape

  - 3e de Paris-Nice

- 2001
  - 3e étape du Tour de Hesse

## Résultats sur les grands tours

### Tour de France
4 participations
- 1997 : 121e
- 1998 : abandon de l'équipe ONCE (17e étape)
- 1999 : abandon (5e étape)
- 2001 : 122e

### Tour d'Italie
2 participations
- 1995 : 55e
- 2002 : 39e

### Tour d'Espagne
1 participation 
- 2000 : 70e